# UYBA Volley 2019-2020
Questa voce raccoglie le informazioni riguardanti la UYBA Volley nelle competizioni ufficiali della stagione 2019-2020.

## Stagione
La stagione 2019-20 è per la UYBA Volley, con il nome sponsorizzato di Unet E-Work Busto Arsizio, la quattordicesima, la tredicesima consecutiva, in Serie A1. Come allenatore la scelta cade su Stefano Lavarini, mentre la rosa vede numerose conferme come quella di Alessia Gennari, Alessia Orro, Giulia Leonardi, Britt Herbots e Sara Bonifacio; tra i nuovi acquisti quelli di Karsta Lowe, Haleigh Washington e Erblira Bici e tra le cessioni quelle di Kaja Grobelna, Floortje Meijners e Alexandra Botezat.
Il campionato inizia con la sconfitta in casa del San Casciano, a cui fanno seguito due vittorie e poi una nuova sconfitta, questa volta contro l'AGIL: la squadra di Busto Arsizio vince poi tutte le gare del girone di andata, eccetto all'ultima giornata, quando subisce uno stop da parte dell'Imoco, chiudendo al secondo posto in classifica e qualificandosi per la Coppa Italia. Nel girone di ritorno ottiene esclusivamente vittorie, fino alla diciannovesima giornata, quando il campionato viene prima sospeso e poi definitivamente interrotto a causa del diffondersi in Italia della pandemia di COVID-19: al momento dell'interruzione la squadra stazionava al secondo posto in classifica.
Grazie al secondo posto ottenuto al termine del girone di andata della Serie A1 2019-20, la UYBA partecipa alla Coppa Italia: nei quarti di finale supera per 3-0 il San Casciano, nelle semifinali vince con lo stesso risultato contro la Pro Victoria, per poi perdere in finale, sconfitta dall'Imoco.
A seguito dei risultati ottenuti nel campionato 2018-19, la UYBA si qualifica per la Coppa CEV: con un doppio 3-0 supera nei sedicesimi di finale l'Olomouc, mentre negli ottavi di finale dopo aver vinto la gara di andata per 3-0 contro il Developres Rzeszów, perde con lo stesso risultato quella di ritorno ma tuttavia riesce a passare il turno grazie alla vittoria del golden set. Nei quarti di finale viene sconfitta dalla Dinamo-Kazan nella gara di andata e prima delle disputa della gara di ritorno, il torneo viene interrotto per il diffondersi in Europa della pandemia di Covid-19.

## Organigramma societario
Area direttiva
- Presidente: Giuseppe Pirola

Area tecnica
- Allenatore: Stefano Lavarini
- Allenatore in seconda: Marco Musso
- Assistente allenatore: Marco Gaviraghi
- Scout man: Roberto Menegolo

## Rosa
| N° | Nome                | Ruolo | Data di nascita   | Nazionalità sportiva |
| -- | ------------------- | ----- | ----------------- | -------------------- |
| 1  | Haleigh Washington  | C     | 22 settembre 1995 | Stati Uniti          |
| 3  | Erblira Bici        | O     | 27 giugno 1995    | Albania              |
| 4  | Britt Herbots       | S     | 24 settembre 1999 | Belgio               |
| 5  | Wang Simin          | L     | 23 dicembre 1997  | Cina                 |
| 6  | Alessia Gennari     | S     | 3 novembre 1991   | Italia               |
| 7  | Maria Luisa Cumino  | P     | 22 aprile 1992    | Italia               |
| 8  | Alessia Orro        | P     | 18 luglio 1998    | Italia               |
| 9  | Giulia Leonardi     | L     | 1º dicembre 1987  | Italia               |
| 10 | Francesca Villani   | S     | 30 maggio 1995    | Italia               |
| 11 | Karsta Lowe         | O     | 2 febbraio 1993   | Stati Uniti          |
| 12 | Francesca Piccinini | S     | 10 gennaio 1979   | Italia               |
| 13 | Sara Bonifacio      | C     | 3 luglio 1996     | Italia               |
| 15 | Beatrice Berti      | C     | 12 gennaio 1996   | Italia               |

## Mercato
| Acquisti | Acquisti            | Acquisti          | Acquisti   |
| R.       | Nome                | da                | Modalità   |
| -------- | ------------------- | ----------------- | ---------- |
| O        | Erblira Bici        | AGIL              | definitivo |
| O        | Karsta Lowe         | Imoco             | definitivo |
| S        | Francesca Piccinini | -                 | definitivo |
| L        | Wang Simin          | -                 | definitivo |
| S        | Francesca Villani   | Millenium Brescia | definitivo |
| C        | Haleigh Washington  | Millenium Brescia | definitivo |

| Cessioni | Cessioni          | Cessioni       | Cessioni   |
| R.       | Nome              | a              | Modalità   |
| -------- | ----------------- | -------------- | ---------- |
| C        | Alexandra Botezat | Imoco          | definitivo |
| C        | Kaja Grobelna     | Chieri '76     | definitivo |
| S        | Floortje Meijners | Pro Victoria   | definitivo |
| S        | Virginia Peruzzo  | Futura Giovani | definitivo |
| O        | Vittoria Piani    | Trentino Rosa  | definitivo |
| C        | Martina Šamadan   | MTV Stoccarda  | definitivo |

## Risultati

### Serie A1

#### Girone di andata
| 1ª giornata - 13 ottobre 2019 Nelson Mandela Forum, Firenze      | San Casciano          | 3 - 2 | UYBA              | 25-21, 18-25, 20-25, 25-15, 15-11 |
| 2ª giornata - 20 ottobre 2019 PalaPiantanida, Busto Arsizio      | UYBA                  | 3 - 0 | Chieri '76        | 25-15, 25-19, 25-19               |
| 3ª giornata - 27 ottobre 2019 PalaPiantanida, Busto Arsizio      | UYBA                  | 3 - 1 | Millenium Brescia | 28-30, 25-21, 25-18, 25-16        |
| 4ª giornata - 30 ottobre 2019 PalaTerdoppio, Novara              | AGIL                  | 3 - 1 | UYBA              | 28-26, 31-29, 23-25, 25-22        |
| 5ª giornata - 7 novembre 2019 PalaEvangelisti, Perugia           | Wealth Planet Perugia | 1 - 3 | UYBA              | 18-25, 17-25, 25-18, 13-25        |
| 6ª giornata - 10 novembre 2019 PalaPiantanida, Busto Arsizio     | UYBA                  | 3 - 1 | VolAlto Caserta   | 23-25, 25-23, 25-19, 25-18        |
| 7ª giornata - 17 novembre 2019 Palazzetto dello sport, Bergamo   | Bergamo               | 1 - 3 | UYBA              | 25-21, 22-25, 23-25, 18-25        |
| 8ª giornata - 23 novembre 2019 PalaPiantanida, Busto Arsizio     | UYBA                  | 3 - 0 | Cuneo Granda      | 25-19, 25-12, 25-18               |
| 9ª giornata - 1º dicembre 2019 Palazzetto dello Sport, Scandicci | Savino Del Bene       | 2 - 3 | UYBA              | 25-20, 20-25, 25-20, 19-25, 12-15 |
| 10ª giornata - 8 dicembre 2019 PalaPiantanida, Busto Arsizio     | UYBA                  | 3 - 0 | Casalmaggiore     | 25-22, 25-17, 34-32               |
| 11ª giornata - 15 dicembre 2019 Palazzetto dello Sport, Monza    | Pro Victoria          | 1 - 3 | UYBA              | 24-26, 18-25, 28-26, 22-25        |
| 12ª giornata - 22 dicembre 2019 PalaPiantanida, Busto Arsizio    | UYBA                  | 3 - 0 | Filottrano        | 27-25, 25-23, 25-20               |
| 13ª giornata - 26 dicembre 2019 PalaVerde, Villorba              | Imoco                 | 3 - 0 | UYBA              | 25-13, 25-12, 25-15               |

#### Girone di ritorno
| 14ª giornata - 15 gennaio 2020 PalaPiantanida, Busto Arsizio  | UYBA              | 3 - 0 | San Casciano          | 25-15, 25-21, 25-19        |
| 15ª giornata - 19 gennaio 2020 PalaMaddalene, Chieri          | Chieri '76        | 0 - 3 | UYBA                  | 11-25, 23-25, 21-25        |
| 16ª giornata - 26 gennaio 2020 PalaGeorge, Montichiari        | Millenium Brescia | 0 - 3 | UYBA                  | 19-25, 19-25, 20-25        |
| 17ª giornata - 9 febbraio 2020 PalaPiantanida, Busto Arsizio  | UYBA              | 3 - 0 | AGIL                  | 25-20, 28-26, 25-17        |
| 18ª giornata - 12 febbraio 2020 PalaPiantanida, Busto Arsizio | UYBA              | 3 - 1 | Wealth Planet Perugia | 25-18, 25-18, 22-25, 25-17 |
| 19ª giornata - 16 febbraio 2020 PalaVignola, Caserta          | VolAlto Caserta   | 0 - 3 | UYBA                  | 17-25, 9-25, 13-25         |
| 20ª giornata - 18 marzo 2020 PalaPiantanida, Busto Arsizio    | UYBA              | -     | Bergamo               | annullata                  |
| 21ª giornata - 1º aprile 2020 PalaCastagnaretta, Cuneo        | Cuneo Granda      | -     | UYBA                  | annullata                  |
| 22ª giornata - 4 aprile 2020 PalaPiantanida, Busto Arsizio    | UYBA              | -     | Savino Del Bene       | annullata                  |
| 23ª giornata - 8 marzo 2020 PalaRadi, Cremona                 | Casalmaggiore     | -     | UYBA                  | annullata                  |
| 24ª giornata - 14 marzo 2020 PalaPiantanida, Busto Arsizio    | UYBA              | -     | Pro Victoria          | annullata                  |
| 25ª giornata - 21 marzo 2020 PalaTriccoli, Jesi               | Filottrano        | -     | UYBA                  | annullata                  |
| 26ª giornata - 28 marzo 2020 PalaPiantanida, Busto Arsizio    | UYBA              | -     | Imoco                 | annullata                  |

### Coppa Italia

#### Fase a eliminazione diretta
| Quarti di finale - 29 gennaio 2020 PalaPiantanida, Busto Arsizio | UYBA  | 3 - 0 | San Casciano | 25-13, 25-16, 25-18 |
| Semifinali - 1º febbraio 2020 PalaPiantanida, Busto Arsizio      | UYBA  | 3 - 0 | Pro Victoria | 25-16, 25-21, 25-22 |
| Finale - 2 febbraio 2020 PalaPiantanida, Busto Arsizio           | Imoco | 3 - 0 | UYBA         | 25-20, 25-18, 25-16 |

### Coppa CEV

#### Fase a eliminazione diretta
| Sedicesimi di finale (andata) - 4 dicembre 2019 PalaPiantanida, Busto Arsizio        | UYBA               | 3 - 0 | Olomouc            | 25-18, 25-11, 25-20                   |
| Sedicesimi di finale (ritorno) - 19 dicembre 2019 Univerzita Palackého, Olomouc      | Olomouc            | 0 - 3 | UYBA               | 21-25, 18-25, 19-25                   |
| Ottavi di finale (andata) - 23 gennaio 2020 PalaPiantanida, Busto Arsizio            | UYBA               | 3 - 0 | Developres Rzeszów | 25-22, 25-17, 25-22                   |
| Ottavi di finale (ritorno) - 5 febbraio 2020 Hala Podpromie, Rzeszów                 | Developres Rzeszów | 3 - 0 | UYBA               | 25-20, 25-23, 27-25 Golden set: 11-15 |
| Quarti di finale (andata) - 20 febbraio 2020 Centr volejbola Sankt-Peterburg, Kazan' | Dinamo-Kazan       | 3 - 0 | UYBA               | 25-17, 25-12, 25-20                   |
| Quarti di finale (ritorno) - 11 marzo 2020 PalaPiantanida, Busto Arsizio             | UYBA               | -     | Dinamo-Kazan       | annullata                             |

## Statistiche

### Statistiche di squadra
| Competizione | Punti | In casa | In casa | In casa | In trasferta | In trasferta | In trasferta | Totale | Totale | Totale |
| Competizione | Punti | G       | V       | P       | G            | V            | P            | G      | V      | P      |
| ------------ | ----- | ------- | ------- | ------- | ------------ | ------------ | ------------ | ------ | ------ | ------ |
| Serie A1     | 48    | 9       | 9       | 0       | 10           | 7            | 3            | 19     | 16     | 3      |
| Coppa Italia | -     | 1       | 1       | 0       | -            | -            | -            | 3      | 2      | 1      |
| Coppa CEV    | -     | 2       | 2       | 0       | 3            | 1            | 2            | 5      | 3      | 2      |
| Totale       | -     | 12      | 12      | 0       | 13           | 8            | 5            | 27     | 21     | 6      |

G = partite giocate; V = partite vinte; P = partite perse

### Statistiche dei giocatori
| Giocatore     | Serie A1 | Serie A1 | Serie A1 | Serie A1 | Serie A1 | Coppa Italia | Coppa Italia | Coppa Italia | Coppa Italia | Coppa Italia | Coppa CEV | Coppa CEV | Coppa CEV | Coppa CEV | Coppa CEV | Totale | Totale | Totale | Totale | Totale |
| Giocatore     | P        | PT       | AV       | MV       | BV       | P            | PT           | AV           | MV           | BV           | P         | PT        | AV        | MV        | BV        | P      | PT     | AV     | MV     | BV     |
| ------------- | -------- | -------- | -------- | -------- | -------- | ------------ | ------------ | ------------ | ------------ | ------------ | --------- | --------- | --------- | --------- | --------- | ------ | ------ | ------ | ------ | ------ |
| B. Berti      | 9        | 47       | 31       | 14       | 2        | 1            | 0            | 0            | 0            | 0            | 3         | 10        | 6         | 3         | 1         | 13     | 57     | 37     | 17     | 3      |
| E. Bici       | 19       | 44       | 39       | 2        | 3        | 3            | 1            | 1            | 0            | 0            | 5         | 13        | 10        | 0         | 3         | 27     | 58     | 50     | 2      | 6      |
| S. Bonifacio  | 18       | 135      | 95       | 34       | 6        | 3            | 19           | 15           | 4            | 0            | 4         | 25        | 16        | 9         | 0         | 25     | 179    | 126    | 47     | 6      |
| M. Cumino     | 11       | 3        | 1        | 1        | 1        | 1            | 0            | 0            | 0            | 0            | 3         | 1         | 0         | 1         | 0         | 15     | 4      | 1      | 2      | 1      |
| A. Gennari    | 19       | 187      | 162      | 11       | 14       | 3            | 13           | 13           | 0            | 0            | 3         | 28        | 24        | 3         | 1         | 25     | 228    | 199    | 14     | 15     |
| B. Herbots    | 19       | 283      | 248      | 13       | 22       | 3            | 28           | 24           | 1            | 3            | 5         | 58        | 49        | 6         | 3         | 27     | 369    | 321    | 20     | 28     |
| G. Leonardi   | 14       | 0        | 0        | 0        | 0        | 3            | 0            | 0            | 0            | 0            | 5         | 0         | 0         | 0         | 0         | 22     | 0      | 0      | 0      | 0      |
| K. Lowe       | 18       | 263      | 230      | 16       | 17       | 3            | 39           | 37           | 1            | 1            | 5         | 53        | 46        | 5         | 2         | 26     | 355    | 313    | 22     | 20     |
| A. Orro       | 19       | 39       | 16       | 7        | 16       | 3            | 9            | 4            | 2            | 3            | 5         | 12        | 6         | 2         | 4         | 27     | 60     | 26     | 11     | 23     |
| F. Piccinini  | 2        | 0        | 0        | 0        | 0        | 1            | 2            | 2            | 0            | 0            | 1         | 0         | 0         | 0         | 0         | 4      | 2      | 2      | 0      | 0      |
| W. Simin      | 10       | 0        | 0        | 0        | 0        | 1            | 0            | 0            | 0            | 0            | 4         | 0         | 0         | 0         | 0         | 15     | 0      | 0      | 0      | 0      |
| F. Villani    | 14       | 53       | 46       | 7        | 0        | 2            | 9            | 8            | 1            | 0            | 5         | 30        | 25        | 1         | 4         | 21     | 92     | 79     | 9      | 4      |
| H. Washington | 17       | 168      | 128      | 29       | 11       | 3            | 27           | 18           | 7            | 2            | 5         | 39        | 31        | 6         | 2         | 25     | 234    | 177    | 42     | 15     |

P = presenze; PT = punti totali; AV = attacchi vincenti; MV = muri vincenti; BV = battute vincenti